# Aylostera muscula
Aylostera muscula es una especie de planta suculenta perteneciente al género Aylostera, dentro de la familia Cactaceae. Es endémica de Bolivia y anteriormente se le conocía como Rebutia muscula.

## Descripción
Aylostera muscula es una especie de cactus pequeño que crece de forma solitaria o formando pequeños grupos o montículos que se extienden hasta 15 cm de diámetro. Crece bastante cerca del suelo y presenta raíces fibrosas. Tiene los tallos o cuerpos algo deprimidos en el ápice, que van de esféricos a cilíndricos o alargados. Son de color verde pálido y pueden alcanzar diámetros de 3 a 4 cm y hasta 4 cm de alto.
Presenta de 25 a 40 costillas divididas en tubérculos casi cuadrados, de unos 2 mm de alto. Las areolas son ovaladas y cortas, de 1 a 1,5 mm de largo, de color blanco y separadas unos 3 mm. Tienen unas 50 espinas de color blanco brillante, de 2 a 4 mm de largo, extendidas en todas direcciones. Son finas y suaves, y envuelven firmemente el cuerpo de la planta. Las espinas centrales apenas si se distinguen, aunque son algo más cortas.
Las flores son de color naranja intenso, en forma de embudo, de hasta 3,5 cm de largo y de 2 a 3 cm de diámetro. Los frutos son diminutos, parecidos a una baya, de unos 5 mm de largo, esféricos, de color marrón verdoso, con restos de flores y ocultos entre las espinas. Las semillas son negras, de aproximadamente 1,2 mm de largo.

## Distribución y hábitat
El área de distribución nativa de esta especie es Bolivia (Tarija) y crece principalmente en biomas desérticos o de matorrales secos, entre 1800 y 3000 metros sobre el nivel del mar.
Se encuentra en pastizales altos, secos y rocosos en laderas rocosas de los Andes en sitios totalmente expuestos. La densa cobertura de espinas reduce la intercepción de la radiación solar por la superficie del tallo disminuyendo los riesgos de sobrecalentamiento del ápice durante un día de verano y de congelamiento durante una noche de invierno.

## Taxonomía
La primera descripción de esta especie fue como Rebutia muscula, publicada en 1963 por los botánicos  Friedrich Ritter y P. Thiele en la revista científica Taxon 12: 29.
Más tarde, el botánico alemán Curt Backeberg trasladó la especie al género Aylostera, por lo que pasó a llamarse Aylostera muscula. Registró estos cambios en el libro Descriptiones Cactacearum Novarum 3 de noviembre: 5, publicado en 1963.

Etimología
- Aylostera: nombre genérico formado a partir de las palabras griegas aulos, transliterado irregularmente como aylos, (que significa 'tubo') y stereos (que significa 'sólido'), en alusión al tubo floral sólido que poseen.[4]
- muscula: epíteto específico que deriva las palabras griegas mus (que significa 'ratón') y culus (que significa 'pequeño'), haciendo referencia al aspecto  de esta especie de ratoncito blanco.[5]

## Usos
Se cultiva principalmente como planta ornamental y su propagación se realiza normalmente a través de hijuelos o semillas.

## Galería

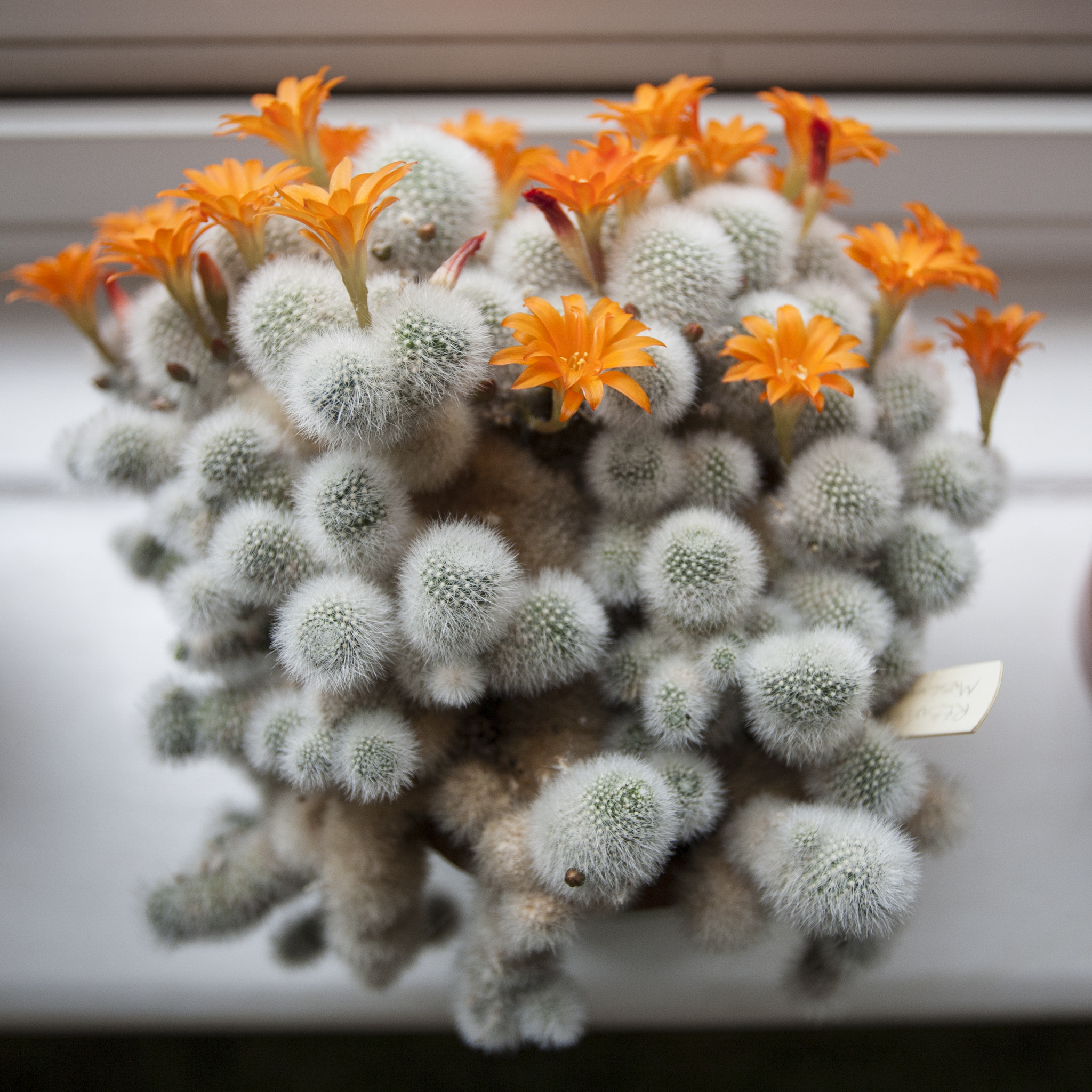
Cultivo en maceta
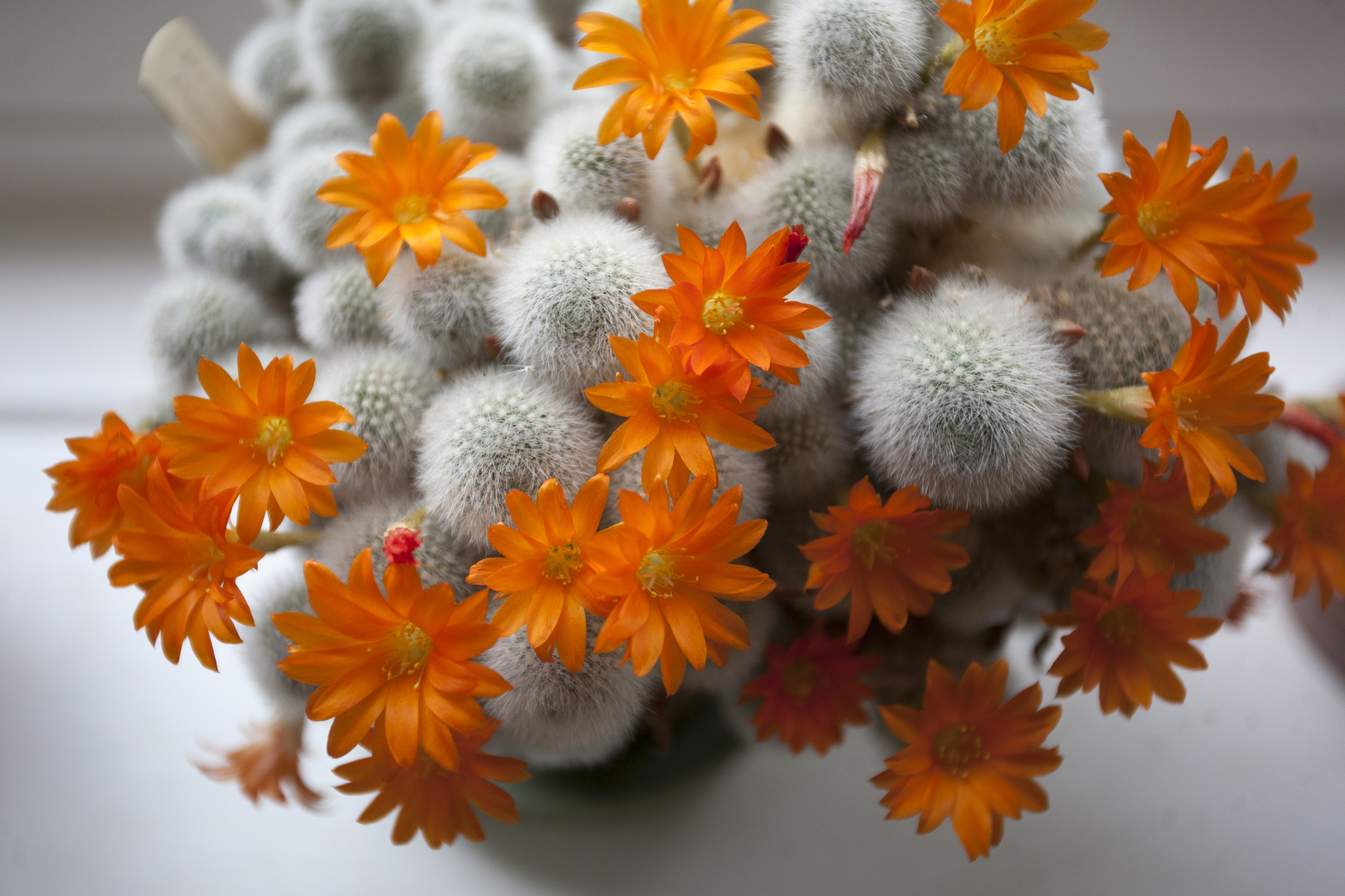
Floración
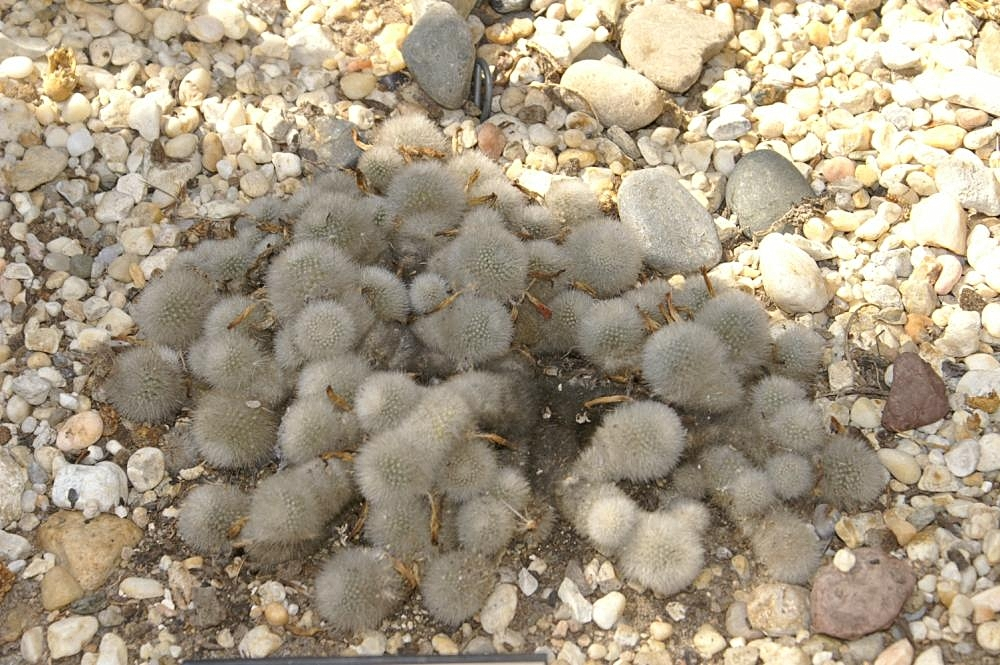
Planta en una simulación de su hábitat
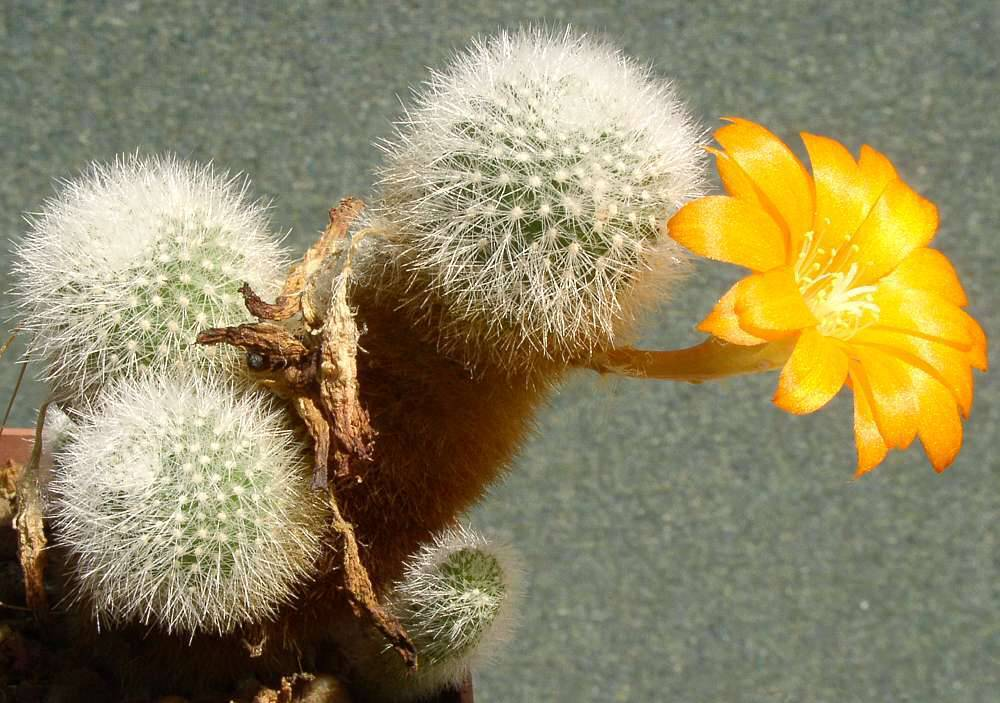
Detalle de una flor con tonalidad amarillenta
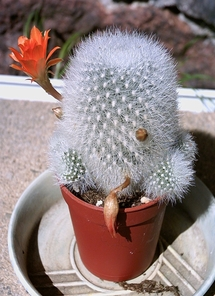
Porte de la planta